# Tam, za gorizontom
Tam, za gorizontom (Там, за горизонтом) è un film del 1975 diretto da Jurij Pavlovič Egorov.

## Trama
Un giovane ingegnere Dmitrij Žerechov che è venuto allo stabilimento di aeromobili sta cercando di dimostrare al regista che è necessario passare a nuovi metodi di organizzazione della produzione. È supportato sia dall'ingegnere esperto di test Alexej Sedych che dall'ingegnere di test Lyudmila Rudneva. A Ljudmila piace Dmitrij, ma la sua rigidità e razionalismo complicano la loro relazione.